# Islande aux Jeux olympiques d'hiver de 1994
Cet article contient des informations sur la participation et les résultats de l'Islande aux Jeux olympiques d'hiver de 1994, qui ont eu lieu à Lillehammer en Norvège.

## Résultats

### Ski alpin

#### Femmes
| Ásta Halldórsdóttir | Super-G      |               |    |               |    | Abandon       | –             |
| Ásta Halldórsdóttir | Slalom géant | 1 min 28 s 02 | 34 | 1 min 16 s 18 | 23 | 2 min 44 s 20 | 23            |
| Ásta Halldórsdóttir | Slalom       | 1 min 01 s 86 | 23 | 59 s 69       | 21 | 2 min 01 s 55 | 20 (ex aequo) |

#### Hommes
| Athlète            | Épreuve      | Manche 1             | Manche 1             | Manche 2             | Manche 2             | Total                | Total |
| Athlète            | Épreuve      | Temps                | Rang                 | Temps                | Rang                 | Temps                | Rang  |
| ------------------ | ------------ | -------------------- | -------------------- | -------------------- | -------------------- | -------------------- | ----- |
| Haukur Arnórsson   | Slalom       | Abandon (1re manche) | Abandon (1re manche) | Abandon (1re manche) | Abandon (1re manche) | Abandon (1re manche) | –     |
| Kristinn Björnsson | Slalom géant | 1 min 33 s 88        | 38                   | 1 min 27 s 28        | 28 (ex aequo)        | 3 min 01 s 16        | 30    |
| Kristinn Björnsson | Slalom       | Abandon (1re manche) | Abandon (1re manche) | Abandon (1re manche) | Abandon (1re manche) | Abandon (1re manche) | –     |

### Ski de fond

#### Hommes
| Athlète               | Épreuve                   | Course            | Course |
| Athlète               | Épreuve                   | Temps             | Rang   |
| --------------------- | ------------------------- | ----------------- | ------ |
| Rögnvaldur Ingþórsson | 10 km technique classique | 28 min 51 s 2     | 78     |
| Rögnvaldur Ingþórsson | 15 km libre, poursuite1   | 42 min 25 s 2     | 69     |
| Rögnvaldur Ingþórsson | 30 km technique libre     | 1 h 27 min 45 s 8 | 67     |
| Rögnvaldur Ingþórsson | 50 km technique classique | 2 h 32 min 52 s 9 | 60     |
| Daníel Jakobsson      | 10 km technique classique | 27 min 09 s 7     | 50     |
| Daníel Jakobsson      | 15 km libre, poursuite1   | 40 min 08 s 0     | 49     |
| Daníel Jakobsson      | 30 km technique libre     | 1 h 20 min 34 s 5 | 38     |
| Daníel Jakobsson      | 50 km technique classique | 2 h 24 min 57 s 0 | 55     |

1 Le temps indiqué est celui couru sur le 15 km libre uniquement. Cependant, le rang indiqué servant à départager les concurrents prend en compte le cumul de ce temps et du temps du 10 km classique.